# Linay
Linay är en kommun i departementet Ardennes i regionen Grand Est (tidigare regionen Champagne-Ardenne) i nordöstra Frankrike. Kommunen ligger  i kantonen Carignan som ligger i arrondissementet Sedan. År 2022 hade Linay 219 invånare.

## Befolkningsutveckling
Antalet invånare i kommunen Linay
Referens: INSEE